# Fronteira da Mésia

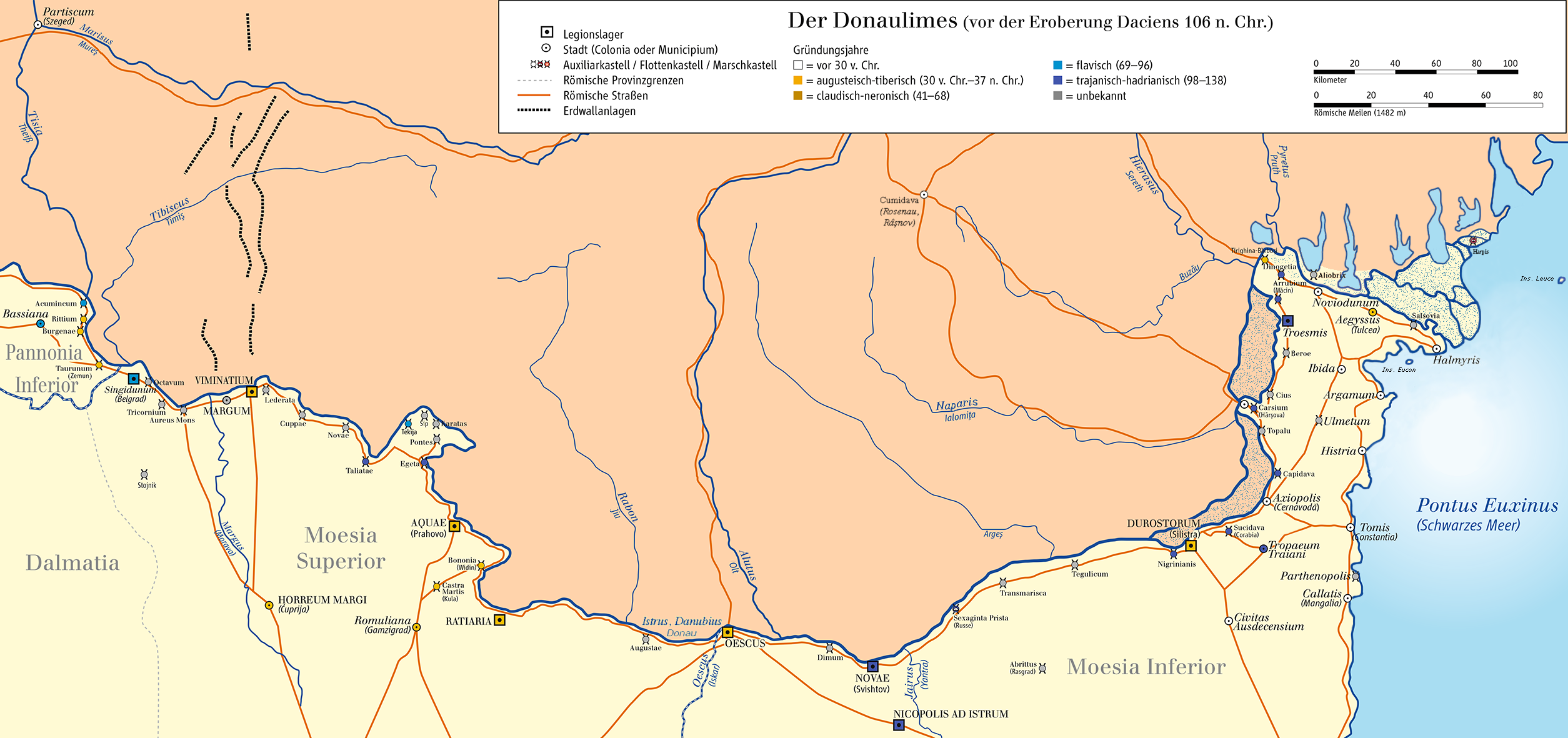
O sistema de defesas ao longo do Danúbio

Fronteira da Mésia (em latim: Limes Moesiae) é o termo moderno dado a uma coleção de fortificações romanas entre a costa do mar Negro e a Panônia, na atual Hungria, consistindo principalmente de fortes ao longo do Danúbio (a chamada fronteira do Danúbio) para proteger as províncias romanas de Mésia Superior e Inferior ao sul do rio. Além disso, o termo pode ser usado para incluir muitas outras linhas de defesa vinculadas que foram estabelecidas na região em diferentes períodos e posteriormente abandonadas em favor de outras, dependendo da situação militar.